# Ория (Испания)
Вижте пояснителната страница за други значения на Ория.
Ория (на испански: Oria) е населено място и община в Испания. Намира се в провинция Алмерия, в състава на автономната област Андалусия. Общината влиза в състава на района (комарка) Вале дел Алмансора. Заема площ от 235 km². Населението му е 2888 души (по данни от 2010 г.). Разстоянието до административния център на провинцията е 150 km.

## Демография
| 1996 | 1998 | 1999 | 2000 | 2001 | 2002 | 2003 | 2004 | 2005 | 2006 |
| ---- | ---- | ---- | ---- | ---- | ---- | ---- | ---- | ---- | ---- |
| 2240 | 2121 | 2138 | 2129 | 2128 | 2161 | 2293 | 2350 | 2488 | 2619 |